# おそるべしっっ!!!音無可憐さん
『おそるべしっっ!!! 音無可憐さん』（おそるべしっっおとなしかれんさん）は、鈴木由美子による漫画作品。『Monthly Kiss』（講談社）1995年1月号、3月号 - 6月号、1996年1月号 - 2月号、4月号 - 7月号に掲載。全2巻。
1998年1月5日から3月16日までテレビ朝日系列にてドラマ化された。原作とドラマ版で大きく設定が異なる作品であり、原作では可憐達は大学生だが、ドラマ版では高校生という設定である。

## あらすじ
大学生・音無可憐は、ぶりっこな性格で大学生・武田軍司が大好き。彼を思うがあまり、ファンシーなコスプレをしながら、行き過ぎたぶりっこやストーカー紛いの追っかけを繰り返していくうちに、彼の心を引き寄せていく。

## 登場人物
※「演」の記述は、ドラマ版である
音無可憐（おとなし かれん）演 - 榎本加奈子
本作の主人公。軍司のことが大好き。「男に好かれたらケッコー」が信条で、男性の前ではか弱いぶりっこで通し、非常に人気がある反面、女性からは嫌われているものの、本人は全く気にしていない。本当は、口汚く肝が据わっており、男性がいないところでは平然と喫煙したり、ゴキブリを手で潰したりする。このため女性にはかなり嫌われているが、「女に嫌われてもオッケー」というもう一つの信条を持っているため、全く意に介さない。軍司と同郷で、高校時代に彼の気を引こうとわざと騒いではしゃいで見せたところ、「うるせー女」と呟かれたことをきっかけに、ぶりっこを武器にするストーカーに変貌した。
奇抜なコスプレ姿で現れることが多い（例：お雛様やキューピット、蝶、てるてる坊主など）。「かわいくてちょっぴり不思議な女の子」をイメージ作りし、父親は航海士で、金髪の弟（ロベルト）がいるらしい。実際はプロレス好きで、東京スポーツを読み、東北弁を使いこなす家族がいる。
ドラマ版では、物語開始時は高校1年生で、軍司が好きな女性のタイプについて話しているところを偶然耳にしたことで、ぶりっこかつストーカーに変貌した。原作とドラマ版で大きく設定が異なる人物である。
最終回では想いが実り、軍司と結婚した。
武田軍司（たけだ ぐんじ）演 - 岡田義徳
薬学部に通う大学生。愛称：グンジィ。誰もが同じ格好に見える女子大生が嫌いだったが、一味異なる可憐に興味を持つ。ぶりっこの可憐よりも、素顔の可憐のほうが好き。
ドラマでは、物語開始時は高校3年生。友人に好きな女性のタイプを冗談で言った際、これを可憐が聞いてしまい、今のぶりっこキャラクターとなるきっかけを作る。当初は、可憐に振り回されて鬱陶しく思っていたが、次第に彼女の一途な想いに惹かれていく。
万田久美子（まんだ くみこ）演 - 小嶺麗奈
軍司と同じ大学に通う女子大生。軍司のことが好きで、可憐とはライバル関係である。軍司に纏わりつく可憐が気に入らず邪魔しようとするが、最終的には村山田と付き合い始める。可憐とは部屋が隣同士。
ドラマでは、軍司の同級生であり、高校卒業後は彼と同じ大学へ進学した。後に軍司と交際を始めるが、可憐に惹かれていく軍司に愛想を尽かし、最終的に彼に別れを告げられ振る。
村山田（むらやまだ）
軍司の親友で、かなり存在感のない青年。性格は優しいが、何を考えているのか読めない。可憐や軍司が帰省している間に久美子と交際を始めた。おっとりしているが、ベンツを乗り回すなど、実は裕福な模様。
ドラマには未登場。

## 書誌情報
- 鈴木由美子『おそるべしっっ!!音無可憐さん』講談社〈KC Kiss〉、全2巻
  1. 1995年8月3日発売、ISBN 978-4-06-325681-9
  2. 1996年8月7日発売、ISBN 978-4-06-325698-7

## テレビドラマ
1998年1月5日から1998年3月16日まで、テレビ朝日系『月曜ドラマ・イン』枠で全10話が放映された。
キャッチコピーは、「ブリッコストーカー登場。きのうは、タヌキで待っていた。」。
前述のように、可憐、軍司、久美子ら主要登場人物はドラマ版では高校生に設定が変更されている。
放送当時、ストーカーを題材としたテレビドラマが各局で製作・放映されており、本作も主人公の可憐の事を「ストーカー」と表現しているが、軍司は戸惑いながらも可憐を拒絶してはいないためストーカーという印象は薄く、コメディタッチで描かれているため他作品で描かれるような暗さや不気味さを感じさせるキャラクターではない。
宣伝用写真では、音無可憐役の榎本加奈子がウサギの着ぐるみ姿で、鉄棒にぶら下がるというものだった。

### 他キャスト
- 荒井美智留：希良梨
  - 久美子の友人で同じ高校に通う3年生。修平と交際中。
- 樋口修平：井澤健
  - 軍司の友人で同じ高校に通う3年生。良きアドバイザー的存在。
- 高瀬哲雄：塚本高史
- 関根洋一：杉浦太陽
- 真下春香：斎藤梨沙
- 岸宏子：実田江梨花（現・中江里香）
- 川田友子：三田文代
- 林郁美：佐藤仁美
- 香坂良美：菅野美穂（第5・6話）
  - 突然現れた軍司の元恋人。久々の再会に軍司を喜ばせる。
- 武田麻里亜：川島なお美（第8話）
  - 軍司の母。当初は可憐にいびりを繰り返すが、可憐のひた向きさを目の当たりにしたことから心境に変化が発生。最終的に可憐を認める。
- ピザ屋の店員：デニー友利（第1話）
- 音無秀樹：草刈正雄
  - 可憐の父で、設計士をしている。妻の死後は自分一人で可憐を育てた。

### スタッフ
- 原作：鈴木由美子（講談社刊）
- 脚本：岡田惠和
- プロデューサー：黒田徹也（テレビ朝日）、東城祐司 (MMJ)
- 監督：今井和久、塚本連平
- 音楽：寺嶋民哉
- 主題歌：deeps「ハピネス」
- オープニングテーマ：リック・ザ・ティンズ「好きにならずにいられない」
- 技術協力：テイクシステムズ
- 美術協力：東京美工
- コスチューム協力：コスパ
- 製作：テレビ朝日・MMJ

### 受賞歴
- 第16回ザテレビジョンドラマアカデミー賞[2]
  - ベストドレッサー賞（榎本加奈子）

### 放送日程
| 各話   | 放送日  | サブタイトル                                                                 | 演出     | 視聴率 |
| ------ | ------- | ---------------------------------------------------------------------------- | -------- | ------ |
| 第1話  | 1月05日 | ブリッコ・ストーカー登場                                                     | 今井和久 | 9.0%   |
| 第2話  | 1月12日 | 男にすかれりゃケッコー、女に嫌われてもオッケー                               | 今井和久 | 9.5%   |
| 第3話  | 1月19日 | グンジィの替わりにカゼをひくのだっ                                           | 塚本連平 | 10.1%  |
| 第4話  | 1月26日 | 普通の女の子に戻ったのだ                                                     | 塚本連平 | 11.9%  |
| 第5話  | 2月02日 | グンジィの初恋の相手が来た                                                   | 塚本連平 | 10.1%  |
| 第6話  | 2月09日 | 彼女の座を譲るのだ…                                                          | 今井和久 | 9.9%   |
| 第7話  | 2月23日 | グンジィ…死ぬときは…一緒なのだ                                               | 塚本連平 | 10.3%  |
| 第8話  | 3月02日 | グンジィママの可憐いびり                                                     | 今井和久 | 9.9%   |
| 第9話  | 3月09日 | 恋の結末は別れの卒業式                                                       | 塚本連平 | 10.4%  |
| 最終話 | 3月16日 | 卒業進学…離ればなれの2年間、 それでも恋はノンストップ！ これが可憐の生きる道 | 今井和久 | 11.3%  |

平均視聴率 10.3%（ビデオリサーチ調べ・関東地区

### 備考
1999年1月～3月に放送された、同じ榎本加奈子主演のドラマ『可愛いだけじゃダメかしら?』の劇中でもミニドラマとして『おそるべしっっ!!!音無可憐さん2』が放送されていた。